# تينوش هويرتا
تينوش هويرتا (مواليد 29 يناير 1981) هو ممثل مكسيكي ظهر في عدة أفلام لاتينية وإسبانية كما قام بدور نامور في فيلم النمر الأسود: واكاندا للأبد.

## روابط خارجية
- تينوش هويرتا على موقع IMDb (الإنجليزية)
- تينوش هويرتا على موقع روتن توميتوز (الإنجليزية)
- تينوش هويرتا على موقع قاعدة بيانات الأفلام العربية
- تينوش هويرتا على موقع ألو سيني (الفرنسية)
- تينوش هويرتا على موقع ميوزك برينز (الإنجليزية)
- تينوش هويرتا على موقع أول موفي (الإنجليزية)
- تينوش هويرتا على موقع أول موفي (الإنجليزية)
- تينوش هويرتا على موقع قاعدة بيانات الأفلام السويدية (السويدية)
- تينوش هويرتا على موقع ديسكوغز (الإنجليزية)
- تينوش هويرتا على موقع قاعدة بيانات الفيلم (الإنجليزية)